# Dezydery Chłapowski

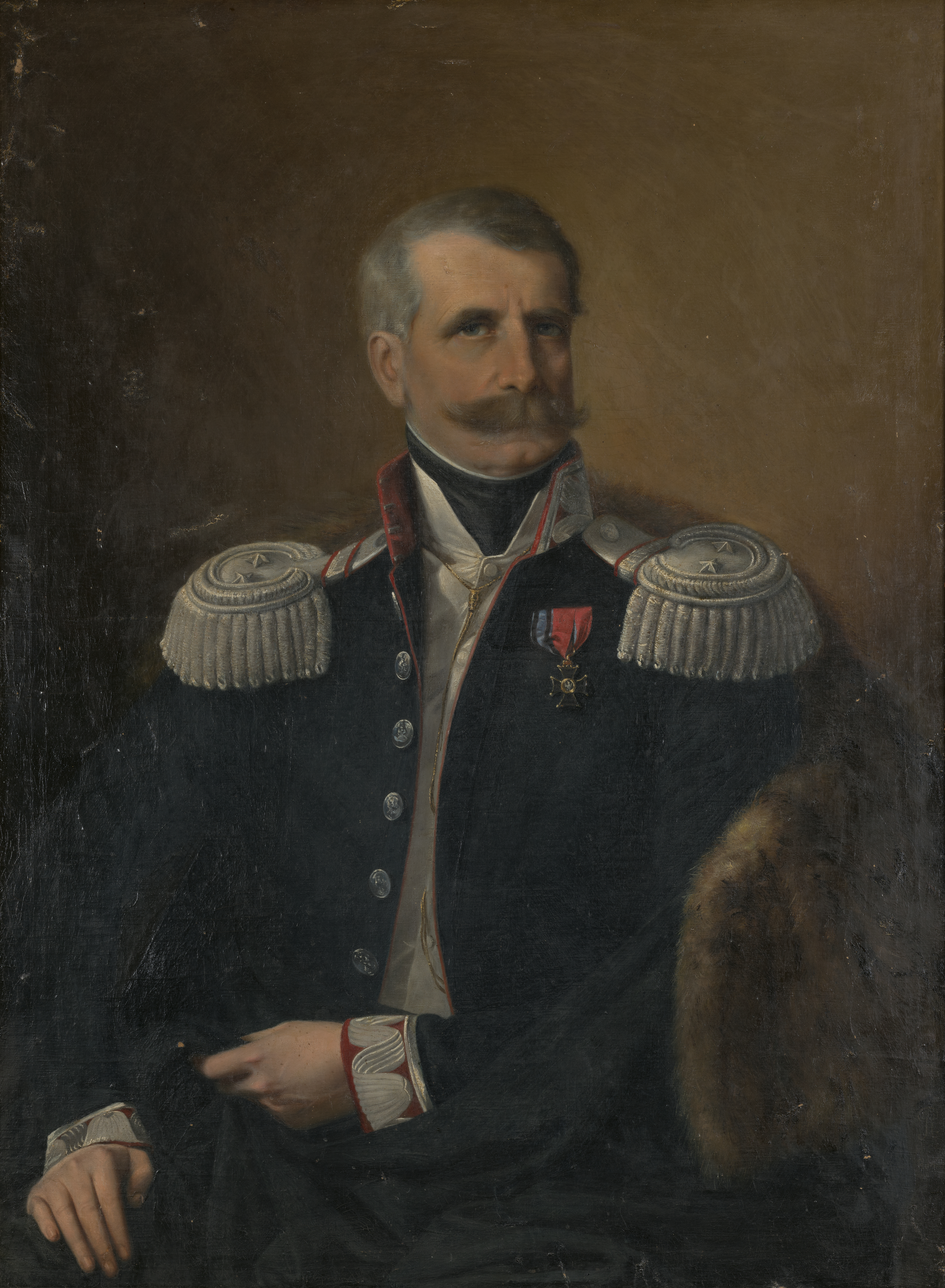
Dezydery Chłapowski

Freiherr Dezydery Adam Chłapowski, auch französisch Désiré Chlapowski (* 23. Mai 1788 in Turew oder Śmigiel bei Kościan; † 27. März 1879 ebenda) war ein polnischer General, Geschäftsmann und Politiker.

## Leben
Chłapowski entstammte einer alten Adelsfamilie aus Großpolen: Sein Vater, Joseph Chłapowski, war Starost von Kościa und seine Mutter Ursule (geborene Moszczenska) war die Tochter des Senators Moszczenski Palatin von Inowroclaw. Er hatte eine Schwester Zofia Chłapowska (15. Mai 1794–13. September 1864). Das Gut in Turwia befand sich seit 250 Jahren im Besitz seiner Familie. 1788 besaß es sein Großvater Stanisław Chłapowski. Seine Mutter verstarb, als er noch klein war, und so wurde Chłapowski von einem Priester namens Steinhoff, einen französischen Emigranten erzogen und unterrichtet. Nach dem Abschluss der Piaristenschule in Rydzyna wurde er von seinem Vater für eine militärische Laufbahn bestimmt und am 24. Juni 1802, im Alter von 14 Jahren, als Kadett in das preußische Dragonerregiment von Briesewitz gegeben. Anschließend absolvierte er die Kurse für Offiziere an der Berliner Militärakademie. Als im Jahr 1806 der Krieg zwischen Preußen und Frankreich erklärt wurde, sorgte sein Vater dafür, dass er das Regiment verlassen und seine Ausbildung fortsetzen konnte. Da Polen alle Hoffnung auf die Franzosen setzte, wollte dieser verhindern, dass sein Sohn gegen die Franzosen ins Feld zieht.

## Militärische Karriere

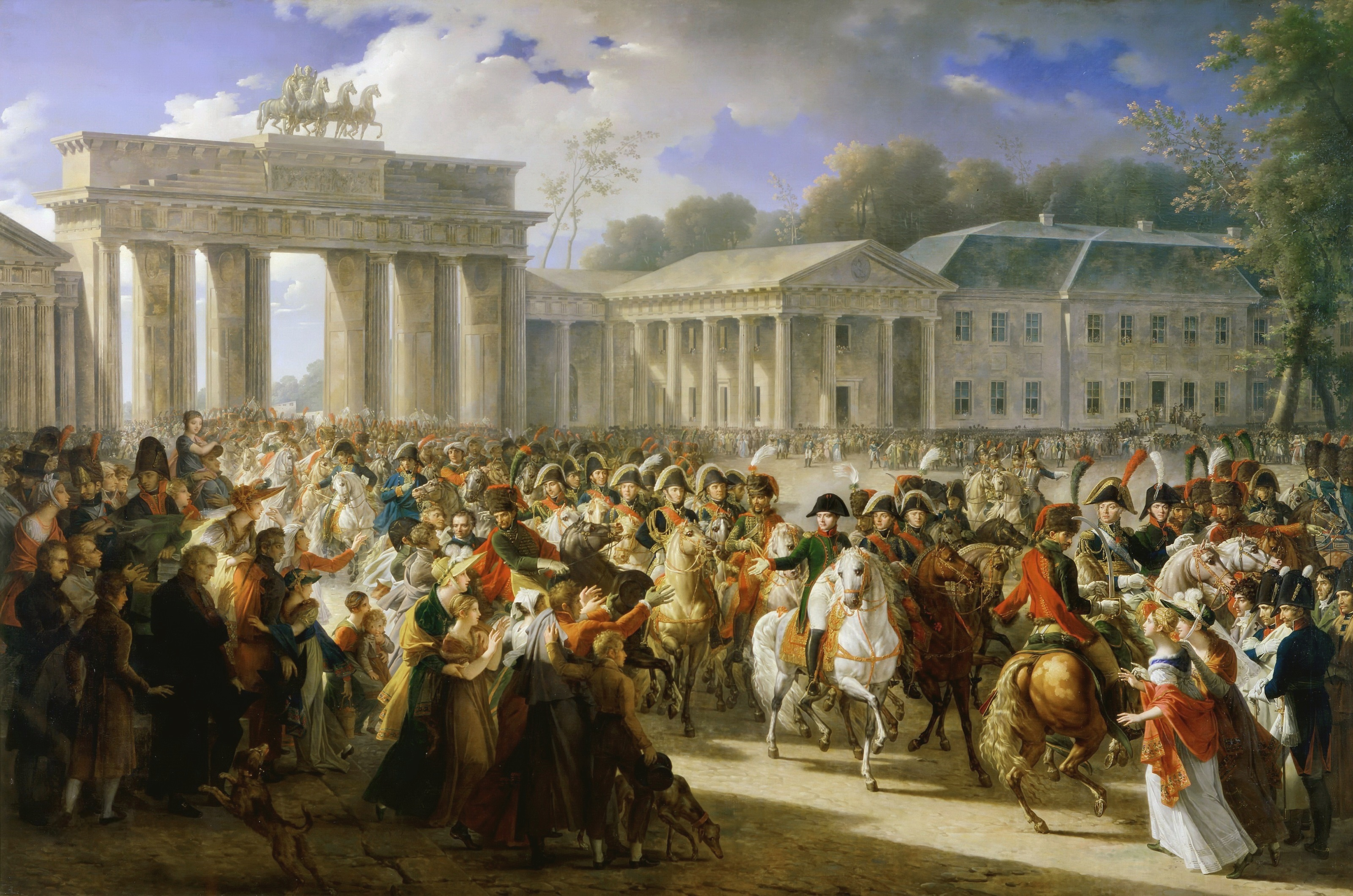
Einzug Napoleons in Berlin im Oktober 1806

Chłapowski verblieb bis zum Einmarsch Kaiser Napoleons I. in Berlin und ritt anschließend umgehend nach Posen, um die freudige Neuigkeit zu verkünden. Er trat 1807 in das polnische Heer ein und diente zunächst im 1. polnischen Infanterieregiment unter dem Kommando von Antoni Paweł Sułkowski. Für seine Tapferkeit in der Schlacht von Tczew wurde ihm das Ritterkreuz der Ehrenlegion verliehen. Im Zuge der Belagerung von Danzig geriet er bis zum Friedensschluss in Tilsit in Gefangenschaft. Am 24. September 1807 ernannte ihn Fürst Józef Antoni Poniatowski zum Hauptmann und Adjutanten des Generals Jan Henryk Dąbrowski. Am 9. Mai 1808 berief ihn der Kaiser als Ordonnanzoffizier.
Er wurde kurz darauf Leutnant des 9. polnischen Infanterieregiments unter dem Kommando von General Sulkowski und nahm an den Feldzügen gegen Spanien, Österreich, Moskau teil. Am 15. August 1809 wurde er zum Ritter des polnischen Militärordens ernannt und am 4. Januar 1811 verlieh ihm der Kaiser den Titel eines Reichsfreiherrn. Am 13. Januar 1811 wurde er zum Eskadronführer des 1. polnischen Regiments der berittenen Lanzenreiter der kaiserlichen Garde ernannt. Im Jahr 1812 rettete er während des Rückzugs den in der Nähe von Beresina verwundeten General Dąbrowski. Nach dem Rückzug aus Russland wurde sein Regiment neu geordnet und Chłapowski nahm am Sachsenfeldzug von 1813 teil. Nach der Schlacht bei Bautzen erfuhr er vom Baron Agathon Fain, dem Privatsekretär des Kaisers, dass dieser Vorbereitungen traf Polen zu verlassen. Am 1. Juli 1813 nahm er seinen Abschied, da seine anfängliche Begeisterung für Napoleon verflogen und die Hoffnung, dass Polen dank des Kaisers seine Unabhängigkeit wiedererlangen könnte, nicht erfüllt hatte. Er war enttäuscht, über Napoleons Vorschlag Alexander I. das Herzogtum Warschau zu überlassen. Doch sein Abschied brachte ihn schnell in finanzielle Nöte, da die regelmäßigen Zahlungen aus dem Militärdienst ausblieben. Er begab sich nach Paris, wo er erkrankte. Er reiste nach England und von dort zurück zu seinem alten Vater in die Heimat. Es folgte eine weitere Reise nach England, wo er achtzehn Monate blieb, um sich ausführlich mit der Landwirtschaft zu beschäftigen. Nach seiner Rückkehr stellte er die Verwaltung und den Betrieb seiner Ländereien Turew um und organisierte sie nach seinen neuen Erkenntnissen. Er war 1830 politisch im Landtags von Posen tätig, als er vom Ausbruch des Warschauer Aufstand (29. November 1830, Novemberaufstand) erfuhr. Er schloss sich diesem an und wurde als Kommandeur einer Kavalleriebrigade eingesetzt. Da er sich in der Schlacht bei Rozan und in der Schlacht bei Grochów durch Tapferkeit auszeichnete wurde er von Józef Chłopicki am 21. Mai 1831 zum Brigadegeneral ernannt. Er drang er nach Litauen vor, wo er als Befreier begrüßt wurde, unterstützte den dortigen Aufstand und unternahm gemeinschaftlich mit Giełgud an der Spitze von 5.000 Litauern einen Angriff auf Wilna. Sie wurden dort von den russischen Truppen aufgehalten und zum Rückzug gezwungen. Chłapowski wich im Juli 1831 über die preußische Grenze zurück und das Korps wurde entwaffnet. Er war am 1. Juni 1831 zum Generalmajor und Oberbefehlshaber Litauens ernannt worden. Im Juli 1831 wurde zu einer längeren Haftstrafe und zur Bezahlung einer bedeutenden Strafsumme verurteilt.
Er nutzte seinen Aufenthalt im Gefängnis in Memel, um schriftlich für die Nachwelt von den Ereignissen, die ihn zum Rückzug bewogen hatten zu berichten und ein landwirtschaftliches Standardwerk zu verfassen. Zurück auf seinen Gütern im Kreis Kosten im Großherzogtum Posen experimentierte er mit neuen landwirtschaftlichen Produktionsmethoden. Er gehörte ab 1854 der ersten Kammer des preußischen Landtages und später dem preußischen Herrenhaus an.
Der General starb im Jahr 1879. Sein Leichnam wurde neben der St.-Peter-und-Paul-Kirche in Rąbin beigesetzt.

## Familie

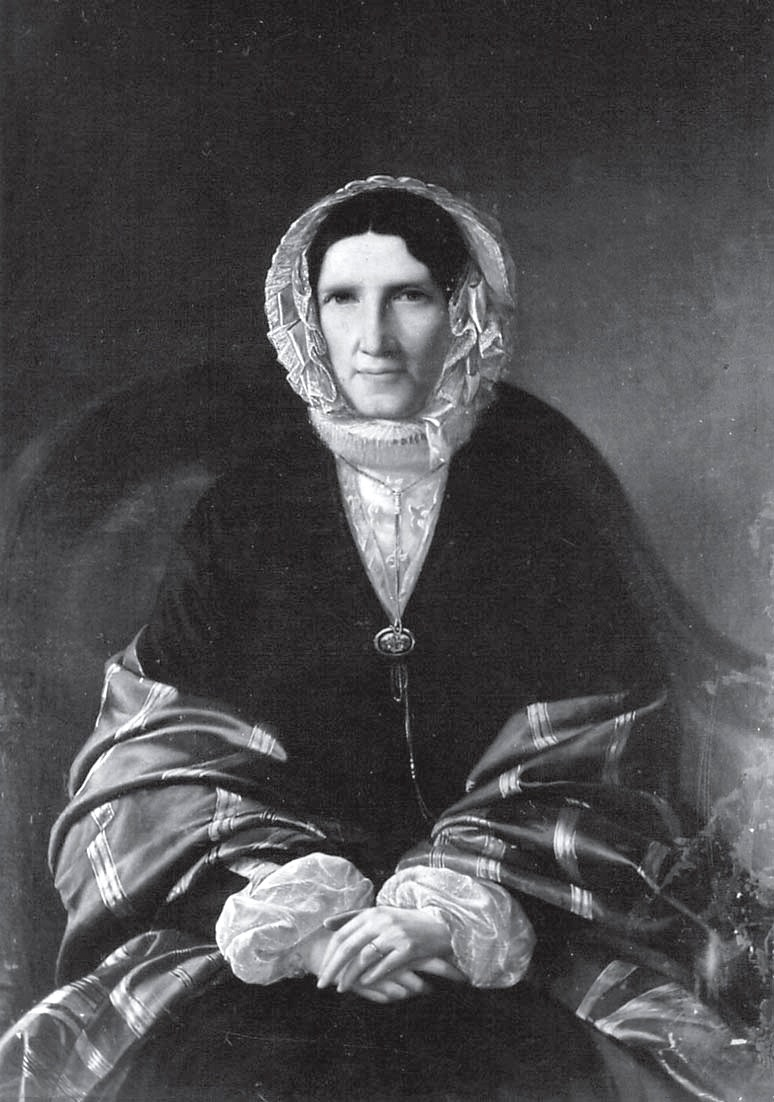
Antonina Chłapowska

Im Jahr 1821 heiratete Chłapowski die Gräfin Antoinette (oder Antonia Anna) Grudzinska (16. Juni 1794–22. April 1857), die Schwester Joanna Grudzińskas, wodurch er ein Schwager des Großherzogs und Gouverneurs von Russland Konstantin Pawlowitsch Romanow, des Bruders des russischen Kaisers wurde. Das Paar hatte drei Söhne und zwei Töchter;
- Stanisław Teodor Marcin Chlapowski (12. August 1822–1. Oktober 1902)
- Tadeusz (3. Januar 1824–28. August 1879)
- Zofia (7. Juli 1824?–25. Oktober 1853)
- Kazimierz (1832–1916)[3]
- Józefa (1837–1894)

Nach dem Tod seiner Frau teilte er den Besitz unter seinen Söhnen auf. Einer seiner Enkel war Karol Chłapowski, der mit der Schauspielerin Helena (geborene Modjeska, 1840–1909) verheiratet war.

## Werke (Auswahl)
- Lettres sur les événements militaires en Pologne et en Lithuanie. Martin Schlesinger, Berlin 1832 (französisch, Textarchiv – Internet Archive, Briefe über die militärischen Ereignisse in Polen und Litauen, verfasst in Memel).

Seine militärischen Memoiren in zwei Teilen wurden 1899 von seinen Söhnen in Posen veröffentlicht. Der erste Teil handelt von den Kriegen Napoleons in der Zeit von 1806 bis 1813, der zweite beschäftigt sich mit dem polnischen Aufstand von 1830/1831.